# Zentrum (Algebra)
Im mathematischen Teilgebiet der Algebra bezeichnet das Zentrum einer Algebra oder einer Gruppe diejenige Teilmenge der betrachteten Struktur, die aus all den Elementen besteht, die mit allen Elementen bezüglich der Gruppenverknüpfung kommutieren.

## Zentrum einer Gruppe
Ist {\displaystyle G} eine Gruppe, so ist deren Zentrum die Menge
{\displaystyle \mathrm {Z} (G):=\{z\in G\mid \forall g\in G:gz=zg\}.}

### Eigenschaften
Das Zentrum von {\displaystyle G} ist eine Untergruppe, denn sind {\displaystyle x} und {\displaystyle y} aus {\displaystyle Z(G)}, dann gilt für jedes {\displaystyle g\in G}
{\displaystyle (xy)g=x(yg)=x(gy)=(xg)y=(gx)y=g(xy),}
also liegt auch {\displaystyle xy} im Zentrum. Analog zeigt man, dass {\displaystyle x^{-1}} im Zentrum liegt:
{\displaystyle x^{-1}g=(g^{-1}x)^{-1}=(xg^{-1})^{-1}=gx^{-1}}.
Das neutrale Element der Gruppe {\displaystyle e} liegt stets im Zentrum: {\displaystyle eg=g=ge}.
Das Zentrum ist abelsch und ein Normalteiler von {\displaystyle G}, es ist sogar eine charakteristische Untergruppe von {\displaystyle G}.  {\displaystyle G} ist genau dann abelsch, wenn {\displaystyle Z(G)=G}.
Das Zentrum besteht aus genau den Elementen {\displaystyle z} von {\displaystyle G}, für die die Konjugation mit {\displaystyle z}, also {\displaystyle \left(g\mapsto z^{-1}gz\right)}, die identische Abbildung ist. Somit kann man das Zentrum auch als Spezialfall des Zentralisators definieren. Es gilt {\displaystyle Z_{G}(G)=Z(G)}.

### Beispiele
- Das Zentrum der symmetrischen Gruppe vom Grad 3 {\displaystyle S_{3}=\left\{\mathrm {id} ,(1\;2),(1\;3),(2\;3),(1\;2\;3),(1\;3\;2)\right\}} besteht nur aus dem neutralen Element {\displaystyle \mathrm {id} }, denn:

{\displaystyle (1\;2)(1\;3)=(1\;3\;2)\neq (1\;3)(1\;2)=(1\;2\;3)}
{\displaystyle (1\;2)(2\;3)=(1\;2\;3)\neq (2\;3)(1\;2)=(1\;3\;2)}
{\displaystyle (1\;2\;3)(1\;2)=(1\;3)\neq (1\;2)(1\;2\;3)=(2\;3)}
{\displaystyle (1\;3\;2)(1\;2)=(2\;3)\neq (1\;2)(1\;3\;2)=(1\;3)}
- Die Diedergruppe {\displaystyle D_{4}} besteht aus den Bewegungen der Ebene, die ein fest gewähltes Quadrat unverändert lassen. Es sind dies die Drehungen um den Mittelpunkt des Quadrats um Winkel von 0°, 90°, 180° und 270°, sowie vier Spiegelungen an den beiden Diagonalen und den beiden Mittelparallelen des Quadrats. Das Zentrum dieser Gruppe besteht genau aus den beiden Drehungen um 0° und um 180°.
- Das Zentrum der multiplikativen Gruppe der invertierbaren {\displaystyle n\times n}-Matrizen mit Einträgen aus einem Körper besteht aus den skalaren Vielfachen der Einheitsmatrix.

## Zentrum eines Rings
Das Zentrum eines Rings {\displaystyle R} besteht aus denjenigen Elementen des Rings, die mit allen anderen kommutieren:
{\displaystyle \mathrm {Z} (R)=\{z\in R\mid \forall a\in R\colon za=az\}.}
Das Zentrum {\displaystyle Z(R)} ist ein kommutativer Unterring von {\displaystyle R}. Ein Ring stimmt genau dann mit seinem Zentrum überein, wenn er kommutativ ist.

## Zentrum einer assoziativen Algebra
Das Zentrum einer assoziativen Algebra {\displaystyle A} ist die kommutative Unteralgebra
{\displaystyle \mathrm {Z} (A)=\{z\in A\mid \forall a\in A\colon za=az\}.}
Eine Algebra stimmt genau dann mit ihrem Zentrum überein, wenn sie kommutativ ist.

## Zentrum einer Lie-Algebra

### Definition
Das Zentrum einer Lie-Algebra {\displaystyle {\mathfrak {g}}} ist das (abelsche) Ideal
{\displaystyle {\mathfrak {z}}({\mathfrak {g}})=\{Z\in {\mathfrak {g}}\mid \forall X\in {\mathfrak {g}}\colon [X,Z]=0\}},
worin {\displaystyle [\cdot ,\cdot ]} die Lie-Klammer, also die Multiplikation, in {\displaystyle {\mathfrak {g}}} bezeichnet. Eine Lie-Algebra stimmt genau dann mit ihrem Zentrum überein, wenn sie abelsch ist.

### Beispiel
- Das Zentrum der allgemeinen linearen Gruppe {\displaystyle \operatorname {GL} (n,K)} besteht aus den skalaren Vielfachen der Einheitsmatrix {\displaystyle E_{n}}:

{\displaystyle Z\left(\operatorname {GL} (n,K)\right)=\{\lambda E_{n}\vert \lambda \in K^{*}\}}.
- Für eine assoziative Algebra mit dem Kommutator als Lieklammer stimmen die beiden Zentrumsbegriffe überein.